# NAeL Minas Gerais
Pour les autres navires du même nom, voir HMS Vengeance.
Le NAeL Minas Gerais était un porte-avions de la Marine brésilienne de la classe Colossus initialement employé par la Royal Navy. Il servit dans cette dernière puis dans la Royal Australian Navy avant d'être acheté par le Brésil en 1956. Il fut le premier porte-avions du Brésil et servit jusqu'en 2001.

## Construction et début de carrière
Le navire a été construit pour la Royal Navy sous le nom d'HMS Vengeance (R71). Le navire est complété le 15 janvier 1945 et est acquis par la Royal Navy.
Ce porte-avions fait partie de la classe Colossus, une classe de porte-avions légers commandée par la Royal Navy. Il est utilisé jusqu'en 1952 par la Royal Navy dans la British Pacific Fleet qui le loue ensuite à la marine australienne en attente de l'entrée en service du HMAS Melbourne alors en construction.

## Marine brésilienne
En 1956 le Vengeance est acheté par le Brésil et subit une refonte de grande envergure aux Pays-Bas de la mi-1957 à décembre 1960 au terme de laquelle il en sort presque neuf. Le navire entre finalement en service dans la marine brésilienne le 6 décembre 1960 sous le nom de Minas Gerais, un des états du Brésil. Il reprend le nom du cuirassé qui vient d'être retiré.

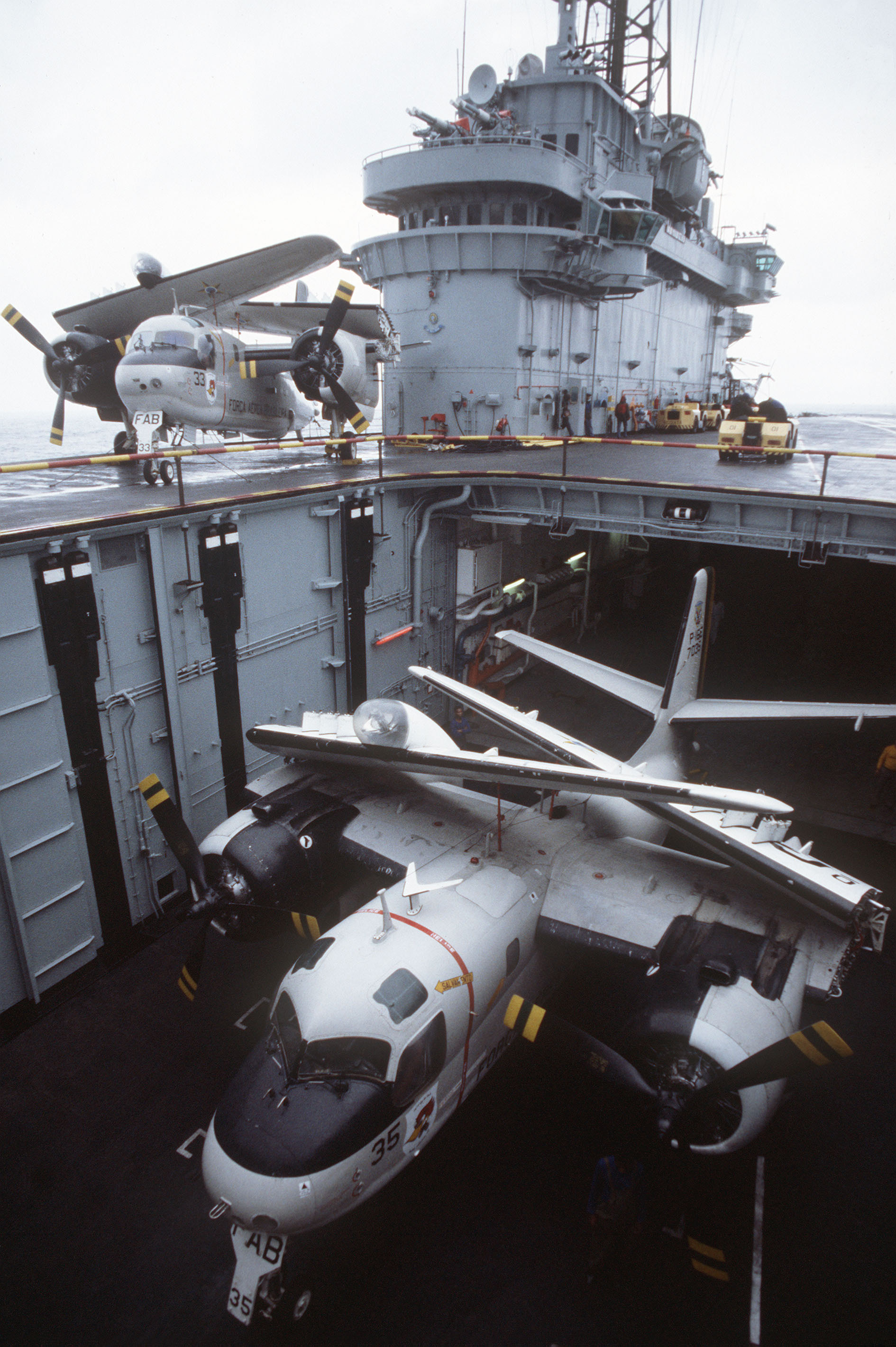
Des S-2E Trackers a bord du navire en 1984.

En raison d’un désaccord majeur entre les deux armées rivales (la marine et la force aérienne), le Minas Gerais n’est autorisé à déployer que des appareils à voilures tournantes et des avions de lutte anti-sous-marine, à l'exclusion des avions de chasse. Son parc aérien comprend donc 4 à 6 Sea King, jusqu’à 5 hélicoptères de transport Puma, des Fennec et 6 Grumman S-2 Tracker.
Il poursuit donc sa mission principale de lutte anti-sous-marine, jusques et y compris dans les années 1990, après sa refonte de 1976-1981. Du 13 au 24 janvier 2001 ont enfin lieu les premiers appontages et catapultages de chasseurs (3 A-4U Skyhawk) sur le pont d’envol du Minas Gerais (exercice Catrapo). Le navire est finalement mis hors service en novembre 2001 et est remplacé par le NAe São Paulo la même année.
Il est remorqué aux chantiers de démolition d'Alang en Inde en 2004.